# Fotomorfogeneza

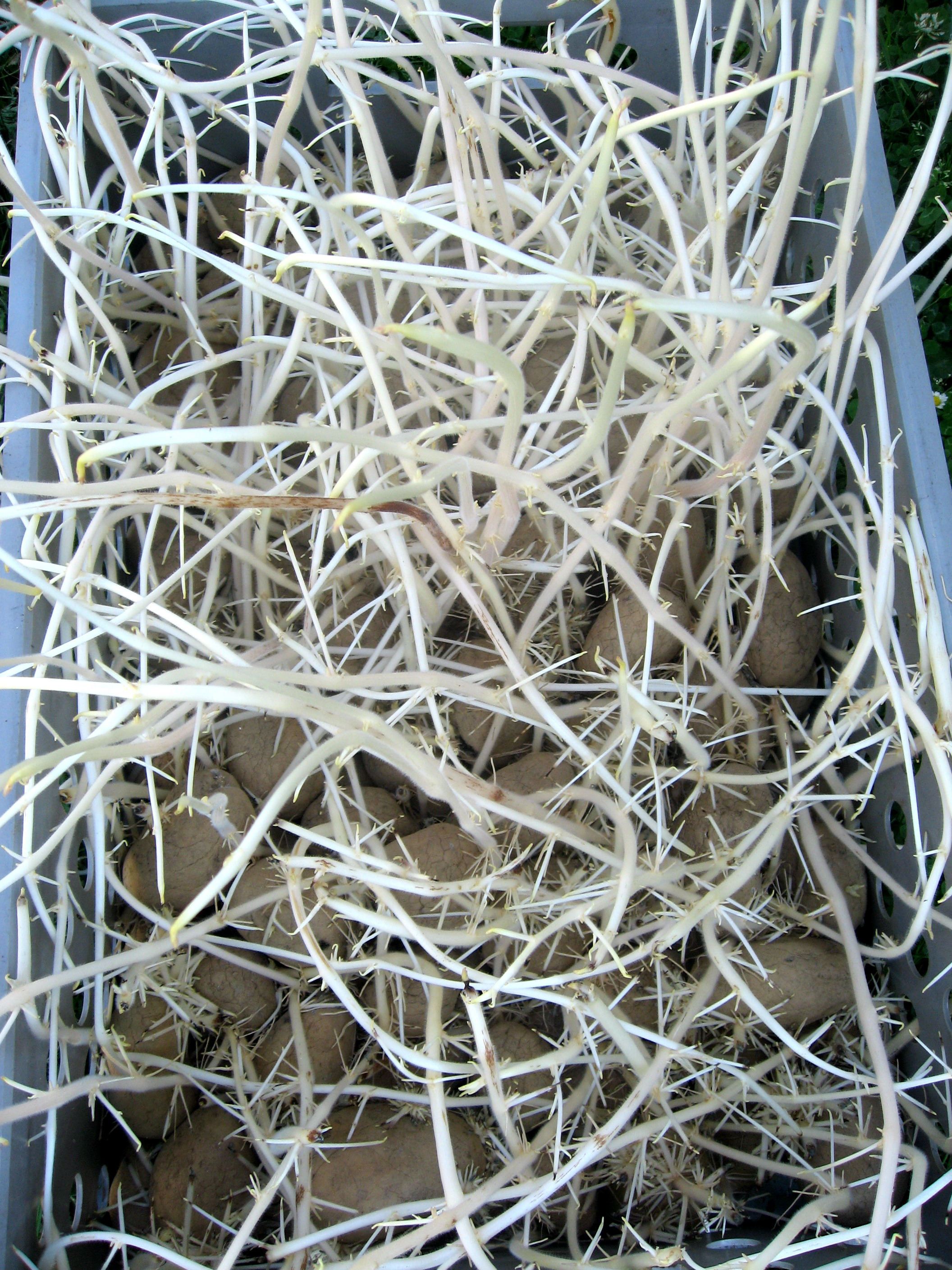
Łodygi roślin rosnących w ciemności ulegają silnemu wydłużeniu, a rozwój liści jest zahamowany

Fotomorfogeneza – indukowane światłem modyfikacje w rozwoju roślin. Zmiany te zachodzą pod wpływem światła jako bodźca, a nie jako energii dla procesu fotosyntezy. Do zmian dochodzi po odebraniu informacji przez fotoreceptory roślin. Uruchamiają one kaskadę sygnału doprowadzając do zmian w rozwoju powiązanych z transkrypcją genów.
W wyniku procesów morfogenezy dochodzi do ukształtowania ciała rośliny tak aby była dostosowana do panujących warunków świetlnych. Światło jest niezbędne do kiełkowania nasion niektórych gatunków roślin (fotoblastia). Kiełkujące siewki do momentu kiedy zostaną wystawione na światło podlegają etiolacji. Charakterystyczną cechą roślin rosnących w ciemności jest wydłużenie łodygi oraz niedorozwój liści. Na świetle dochodzi do deetiolacji, zahamowania wydłużania łodygi i rozwoju liści. U gatunków wrażliwych na fotoperiod światło reguluje proces wykształcania kwiatów, a u roślin wieloletnich skrócenie fotoperiodu zapoczątkowuje przejście w stan spoczynku.
Wpływ na morfogenezę ma nie tylko ilość światła, lecz także długość fali. U roślin rosnących w górach, gdzie udział ultrafioletu jest większy rośliny mają skrócone międzywęźla i wytwarzają drobne liście. Rośliny tego samego gatunku rosnące na terenach nisko położonych są wyższe i wykształcają większe liście. Do rośliny rosnących w poszyciu dociera światło przefiltrowane przez liście drzew. Ma ono zwiększony udział dalekiej czerwieni, co powoduje przejście fitochromu w formę PFR, co powoduje rozwój zapewniający dostosowanie do wzrostu w cieniu.